# Epilissus splendidus
Epilissus splendidus là một loài bọ cánh cứng trong họ Bọ hung (Scarabaeidae).